# Хангал
Хангал – (монг. Хангал) сомон аймаку Булган, Монголія. Територія 1,6 тис км², населення 4,5 тис.. Центр – селище Сурт знаходиться на відстані 125 км від Булгану та 416  від Улан-Батора. Є школа, лікарня, сфера обслуговування, майстерні.

## Рельєф
Гори Рашаант (1820 м), Бурен овоч (1986 м), Будуун хуст (1438 м), Хонгор ундур (1738 м). Річки Зуухий, Чулуут, Севсуул, Хангал.

## Клімат
Різкоконтинентальний клімат. Середня температура січня -24 градусів, липня +16+19 градусів. Протягом року в середньому випадає 300-450 мм опадів.

## Корисні копалини
Мідно-молібденова руда (Ерденет), хімічна та будівельна сировина.

## Тваринний світ
Водяться кабани, ведмеді, вовки, лисиці, козулі, корсаки, манули, зайці, бабаки та інші.